# Isaac Joseph
Isaac Joseph (El Cairo, 20 de septiembre de 1943-10 de febrero de 2004) fue un sociólogo y filósofo francés.

## Biografía
Fue profesor de sociología en la Universidad Lyon II y en la Universidad de París X Nanterre. Es conocido por haber introducido en Francia los trabajos de la Escuela de Sociología de Chicago y por sus estudios sobre Erving Goffman, el espacio público y el pragmatismo. Isaac Joseph estableció la base de las relaciones entre la sociología y el resto de ciencias sociales en Francia y, desde ahí, puso esta en relación con las reflexiones sobre el espacio urbano desarrolladas en el ámbito anglosajón, para «construir una psicología social de lo urbano».
Entre sus numerosas publicaciones, destacan Le passant considérable. Essai sur la dispersion de l'espace public (Librairie des Méridiens, 1984), Erving Goffman et la microsociologie (PUF, 1998), L'héritage du pragmatisme. Conflit d'urbanité et épreuves du civisme (Éditions de l'Aube, 2002) y 
Météor. Les métamorphoses du métro (Economica, 2004).
Fue miembro del Centre d'études, de recherches et de formation institutionnelles (CERFI) creado por Félix Guattari y activo entre 1967 y 1987.